# Khouloud El Ouni
Pour les articles homonymes, voir Ouni (homonymie).
Khouloud El Ouni est une lutteuse tunisienne.

## Carrière
Khouloud El Ouni est médaillée d'argent dans la catégorie des moins de 59 kg aux championnats d'Afrique 2019 à Hammamet.

## Palmarès
| Année | Compétition                    | Lieu          | Résultat | Catégorie |
| ----- | ------------------------------ | ------------- | -------- | --------- |
| 2016  | Championnats d'Afrique juniors | Alger         | 3e       | - 59 kg   |
| 2018  | Championnats d'Afrique juniors | Port Harcourt | 1re      | - 57 kg   |
| 2019  | Championnats d'Afrique         | Hammamet      | 2e       | - 59 kg   |
| 2020  | Championnats d'Afrique         | Alger         | 3e       | - 59 kg   |